# Evel Knievel (film)
Evel Knievel is een biografische film uit 1971. In de film over het leven van stuntman Evel Knievel speelt George Hamilton de hoofdrol. Toen de film uitkwam was het geen hit. De film bevindt zich tegenwoordig in het publiek domein.

## Rolverdeling
| Acteur          | Personage       |
| --------------- | --------------- |
| George Hamilton | Evel Knievel    |
| Sue Lyon        | Linda Knievel   |
| Bert Freed      | Doc Kincaid     |
| Rod Cameron     | Charlie Knesson |
| Dub Taylor      | Turquoise Smith |
| Ron Masak       | Pete            |
| Hal Baylor      | Sheriff         |
| Rainbeaux Smith |                 |